# Неструев, Михаил Валерьевич
Михаи́л Вале́рьевич Нестру́ев (род. 28 октября 1968 года в Москве, СССР) — советский и российский стрелок из пистолета, олимпийский чемпион 2004 года, пятикратный чемпион мира, заслуженный мастер спорта России.

## Биография
Интерес к стрельбе у Михаила появился с детства, он даже делал собственноручно "стрелялки".
В пятом классе записался в Спортивно-Стрелковый Клуб ДСО «Спартак», на Самокатной улице в городе Москве. Его личным тренером, на долгие годы, стал Владимир Исаакович Абрамович. Параллельно занимался также лёгкой атлетикой, лыжным спортом и футболом. Через полгода после начала тренировок, в возрасте 13 лет выполнил норматив кандидата в мастера спорта, а в 14 лет стал мастером спорта СССР. С 1989 года выступал за сборную команду Советского Союза.
В 1990-х годах в составе группы советских войск служил в Германию, куда его  пригласили выступать за спортивный клуб. Но через месяц после прибытия спортсмена в Германию клуб был расформирован, поэтому следующие пять лет, вплоть до возвращения в Россию Михаил проходил службу как офицер, отвечавший за физподготовку личного состава. В течение всего этого времени он не имел возможности тренироваться и выступать на соревнованиях. С 1995 года входит в сборную России.
После удачного выступления на Олимпиаде в Афинах Неструев хотел оставить профессиональный спорт, желал продолжить карьеру в спорте как руководитель и специалист. Решение для себя нашёл: 

Если человек приходит в спорт, то прежде всего потому, что стремится продемонстрировать себя другим. Значит, на каждом старте надо выделяться. У меня есть возможность выступать близко к абсолютному результату. 
Окончил Московский Областной институт физической культуры, Воронежский филиал, в 1992 году.
Состоял на военной службе в ЦСКА. Полковник запаса с 2020 года.
В настоящее время его личным тренером является Лариса Ефимова, мастер спорта международного класса по стрельбе.

## Спортивные достижения

### Олимпийские игры (2 медали)
- Олимпийский чемпион 2004 года в стрельбе из малокалиберного пистолета на 50 м
- Серебряная медаль Олимпиады 2004 года в стрельбе из пневматического пистолета на 10 м

### Чемпионаты мира по стрельбе (14 медалей)
- Пятикратный чемпион мира по стрельбе из пистолета:
  - 1990 — пневматический пистолет на 10 м (командное первенство, сборная СССР)
  - 1998 — стандартный пистолет на 25 м (личное первенство)
  - 2002 — пневматический пистолет на 10 м (личное первенство)
  - 2002 — пневматический пистолет на 10 м (командное первенство, сборная России)
  - 2006 — пистолет центрального боя на 25 м (командное первенство, сборная России)
- 9-кратный вице-чемпион мира по стрельбе из пистолета:
  - 1998, 2006 — пневматический пистолет на 10 м (командное первенство, сборная России)
  - 1998 — пистолет центрального боя на 25 м (командное первенство, сборная России)
  - 1998, 2002, 2006 — малокалиберный пистолет на 50 м (командное первенство, сборная России)
  - 2002, 2006 — пистолет центрального боя на 25 м (личное первенство)
  - 2006 — стандартный пистолет на 25 м (командное первенство, сборная России)

### Финалы Кубков мира по стрельбе (5 золотых медалей)
- Пятикратный победитель финалов Кубка мира по стрельбе:

1	WCF MUNICH 2005	пневматический пистолет на 10 м	
1	WCF BANGKOK 2004 пневматический пистолет на 10 м	
1	WCF MILAN 2003	пневматический пистолет на 10 м	
1	WCF MUNICH 2002	пневматический пистолет на 10 м	
1	WCF MUNICH 2001	малокалиберный пистолет на 50 м	

### Победитель этапов Кубков мира по стрельбе (8 золотых медалей)
1	WC MUNICH 2007	пневматический пистолет на 10 м
1	WC RESENDE 2006	малокалиберный пистолет на 50 м
1	WC ATHENS 2004	малокалиберный пистолет на 50 м
1	WC BANGKOK 2004	пневматический пистолет на 10 м
1	WC MILAN 2004	пневматический пистолет на 10 м
1	WC FORT BENNING,2003	пневматический пистолет на 10 м
1	WC MUNICH 2001	малокалиберный пистолет на 50 м
1	WC SEOUL 2001 малокалиберный пистолет на 50 м

### Прочие турниры
- Многократный чемпион Европы 39 золотых медалей и России более 50 раз во всех дисциплинах стрельбы из пистолета и револьвера
- Победитель 8 этапов Кубков мира и многократный призёр этапов Кубков мира по стрельбе из пистолета
- Лучший спортсмен мира (Shooter of the year ISSF 2001, 2004)

## Мировые и олимпийские рекорды
- Пневматический пистолет на 10 м - Олимпийский рекорд - 591 очко 14 августа 2004, Афины, Греция
- Пистолет центрального боя на 25 м (личное первенство) — 594 очка 17 июля 2007, Гранада, Испания.
- Пневматический пистолет на 10 м (командное первенство, сборная России) — 1759 очков 16 марта 2007.

## Выступление на Олимпиаде 2004 года
Неструев впервые принял участие в Олимпиаде в 2000 году, но не сумел завоевать медалей, оставшись четвёртым в стрельбе из пневматического пистолета на 10 м. К началу игр в Афинах в активе Михаила уже были 4 золота чемпионатов мира и многочисленные победы на этапах Кубка мира.

### Пневматический пистолет 10 м
14 августа в стрельбе из пневматического пистолета на 10 метров в квалификационном раунде Михаил установил Олимпийский рекорд — 591 очко (результаты по сериям 99+99+98+100+97+98), опередив на 1 очко знаменитого китайца Ван Ифу и на 7 очков занявшего 3-е место россиянина Владимира Исакова. В финале упорная борьба за золото шла между Неструевым и Ван Ифу, который завоёвывал медали (золото + 2 серебра) в этой дисциплине на трёх Олимпиадах подряд (1992, 1996 и 2000). Первым выстрелом китаец отыграл отставание в 1 очко (10.5 против 9.5 у Михаила), затем спортсмены шли вровень. У Ван Ифу получился неудачным восьмой выстрел — только 8.9 очка против 10.2 у Михаила (этот выстрел стал одним из худших среди всех 80 выстрелов финалистов), однаком следующим выстрелом россиянин выбил всего 9.3 (худший выстрел в финале для него) против 10.3 у Ван Ифу. Перед последним выстрелом результат у спортсменов был одинаков. Десятым выстрелом китайский спортсмен попал 9.9, а Неструев — только 9.7 (худший 10-й выстрел среди всех финалистов). Таким образом, Михаил получил лишь серебро, отстав от Ван Ифу на 0.2 очка и опередив бронзового призёра Исакова на 5.5.

### Малокалиберный пистолет 50 м
Всего через два дня после проигрыша китайскому спортсмену Михаил вышел на старт в стрельбе из малокалиберного пистолета на 50 метров. Следует отметить, что если в стрельбе из пневматического пистолета на 10 м Михаил к тому времени 3 раза побеждал на чемпионатах мира, то в стрельбе на 50 м он лишь дважды завоёвывал серебро чемпионата мира в командном зачёте. Тем не менее 17 августа 2004 года Михаил показал 2-й результат в квалификации (565 очков), отстав на 2 очка от лидера корейца Чин Джон О. При этом в 5-й серии Михаил выбил 98 из 100 — абсолютно лучшая серия из всех 252 серий 42 стрелков в квалификации. В финале стрельба Чин Джон О и Неструева в целом была достаточно равной за исключением двух серьёзных срывов корейца — 7.6 в 3-м выстреле и особенно 6.9 в 7-м выстреле (абсолютно худший выстрел финала). Только в этих 2 выстрелах Михаил выиграл у корейца 3.7 очка, в итоге опередив его на 1.8 очка. Таким образом Михаил Неструев впервые стал олимпийским чемпионом.

## Интересные факты
- Бабушка Михаила работала на Тульском оружейном заводе технологом-оружейником.[3]
- Неструев выиграл олимпийское золото в Афинах, выступая в джинсах Levi's знаменитой 501-й модели. Эта золотая медаль Михаила Неструева стала 501-й в истории отечественного спорта.[3]
- Дважды побеждал в России в стрельбе из малокалиберного пистолета на 50 метров повторяя рекорд Александра Мелентьева 581 очко используя разные модели пистолетов.
- Михаил не пьёт спиртного — по его собственному признанию просто не нравится
- Руководил оружейным заводом ООО "Демьян" , генеральный директор до 08.2013 года www.ataman-guns.ru
- Работал в ЗАО НПП "СКАТТ", разработка и производство спортивного тренажера для стрелков www.scatt.com

## Государственные награды
- Орден Дружбы (1999)
- Орден Почёта (2006) «За большой вклад в развитие физической культуры и спорта и высокие спортивные достижения»[5]